# AR-18
AR-18は、1963年にアーマライト社で開発されたアサルトライフルである。当時すでにアメリカ軍で採用されていたM16A1小銃の安価な代替品というコンセプトで設計された。正規軍に制式採用される事はなかったものの、後のアサルトライフル開発に大きな影響を与え、多くの派生した製品が生まれた。

## 歴史

### AR-16

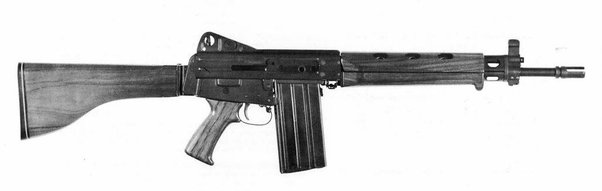
AR-16

ストーナー方式

ショートストロークピストン作動方式

1959年、アーマライト社はコルト社に2種類の自動小銃、AR-10およびAR-15の特許と製造権を売却した。いずれの小銃も、ユージン・ストーナーが開発したストーナー方式を特徴としていたが、特許の売却に伴い、同機構を用いた自動小銃の設計は以後行えなくなった。そのため、ストーナーが次に手掛けた7.62x51mm弾仕様の自動小銃、AR-16は、従来のショートストロークピストン作動方式を採用していた。AR-16の前身としては、AR-10の安価な代替品と位置づけられたAR-12があった。AR-12の開発は、AR-10およびAR-15の特許売却に関連したライセンス上の問題のため早々に中止され、試作銃も作られなかった。
初期型AR-15の設計時に用いられた弾薬とは異なり、軍ではススが残りやすい球状火薬を用いる弾薬を採用していた。そのため、後のベトナム戦争で運用された際、ガス直噴作動方式のAR-15は動作不良が相次いでいたのである。そこで、AR-16ではススの影響を受けにくいショートストロークピストン作動方式を採用した。また、モジュール化の概念も取り入れられ、アッパーレシーバーを交換すると、7.62x39mm弾あるいは9x19mm弾を使用する短機関銃に転換することもできるとされていたほか、5.56x45mm弾への適応も計画されていた。
AR-16は安価に調達可能な小銃とされていたものの、1961年にストーナーがアーマライト社を離れたため、プロジェクトが放棄された。製造されたのは3丁の試作銃のみと言われている。また、AR-16は、ストーナーがアーマライト社で手掛けた最後の小銃だった。

### AR-18
AR-18は、AR-16の設計を元にしながら、当時すでにアメリカ軍で採用されていたM16A1小銃の費用対効果に優れた代替品という位置づけで開発された。設計は1963年から始まり、アート・ミラー（Art Miller）、ジョージ・サリバン（George Sullivan）、チャーリー・ドーチェスター（Charles Dorchester）らが携わった。基本的に、AR-18は5.56x45mm弾仕様にスケールダウンされたAR-16である。鋳造された航空機構造材グレードのアルミ合金の部品で構成されていたAR-10やAR-15に対し、コストダウンに加えて製造を容易にするため、AR-18ではプレス加工されたスチール材が多用された。元々、専用の20連発/30連発/40連発箱型弾倉を使用する小銃として設計されていたが、信頼性の問題が解決できなかったため、AR-15用弾倉にわずかな変更を加えたものを利用する設計に改められた。リコイルメカニズムが機関部に収められているため、AR-15とは異なり、折畳式銃床を採用することができた。同じ理由から、銃床が破損した場合でも問題なく射撃を行うことができた。AR-10やAR-15のシルエットを特徴づけた機関部上のキャリングハンドルは、実戦でほとんど使われなかった上、照準調整と弾道計算を困難にしたので、AR-18では採用されなかった。AR-15と同型の照門は機関部上に直接設けられている。また、レール式スコープマウントも標準的に設けられていた。先進的なアイデアではあったものの、何種類か設計されたスコープ自体はほとんど販売されなかった。
ミラーは後にAR-18として知られることとなる自動小銃の特許を、1964年6月15日にアメリカ合衆国特許第 3,246,567号として取得している。
AR-15の代替品として積極的な売り込みが図られ、アメリカ軍においては1960年代を通じて何度かの試験が行われたが、その度に多数の問題点が指摘されることとなる。1969年、アバディーン性能試験場で実施された試験の後に報告されたところによると、AR-18には2点の欠陥と16点の欠点が指摘された。多くは部品の強度不足に由来するもので、AR-18は安全基準を満たさず、M16A1を上回る点も見られないライフルと捉えられた。1970年、アバディーン性能試験場にて、AR-15とAR-18を比較する試験が行われた。しかし、依然として信頼性の低さは改善されず、動作不良が多発した。陸軍の結論は、「軍用銃としての可能性はあるが、追加の試験を行う前に、さらなる設計の改善が必須である」というものだった。以後、アメリカ軍によるAR-18の試験は行われなかった。
アメリカのほか、いくつかの国が試験のために少数ずつのAR-18を購入したものの、アメリカ軍と同様の欠点が指摘され、最終的に主力小銃として採用した例はない。そのほか、ごく少数が法執行機関に配備されたことが知られる。製造数の大部分は、セミオート射撃のみ可能な民生用モデル、AR-180だった。AR-180は、1969年にアメリカの民生銃器市場向けに発表された。
AR-18は、元のアーマライト社が手掛けた最後の火器でもあった。1983年、アーマライト社はフィリピンのエリソン・ツール・マニュファクチャリング・カンパニー（Elisco Tool Manufacturing Company）に売却された。1996年、アーマライトブランドはイーグル・アームズ社（Eagle Arms）に売却され、同社の新ブランドとして採用された。2001年、イーグル・アームズ社社長のマーク・ウェストローム（Mark Westrom）は、AR-180の近代化モデルとして、AR-180Bを発表した。これはポリマー製のロアレシーバーやAR-15用弾倉との互換性といった特徴があったほか、いわゆるアサルトウェポン規制法に適合させるべく、着脱不可能なマズルブレーキや折畳不可能な銃床を備えていた。しかし、AR-180Bの売れ行きは芳しいものではなく、2007年に販売が中止された。
2019年、カナダの銃器メーカー、コディアック・ディフェンス（Kodiak Defence）は、AR-180Bをさらに改良したWK180-Cを発表した。WK180-Cは、AR-15用アクセサリーとの互換性が高められている。

## 派生した製品

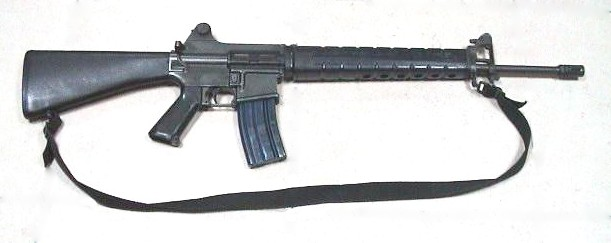
T65（台湾）

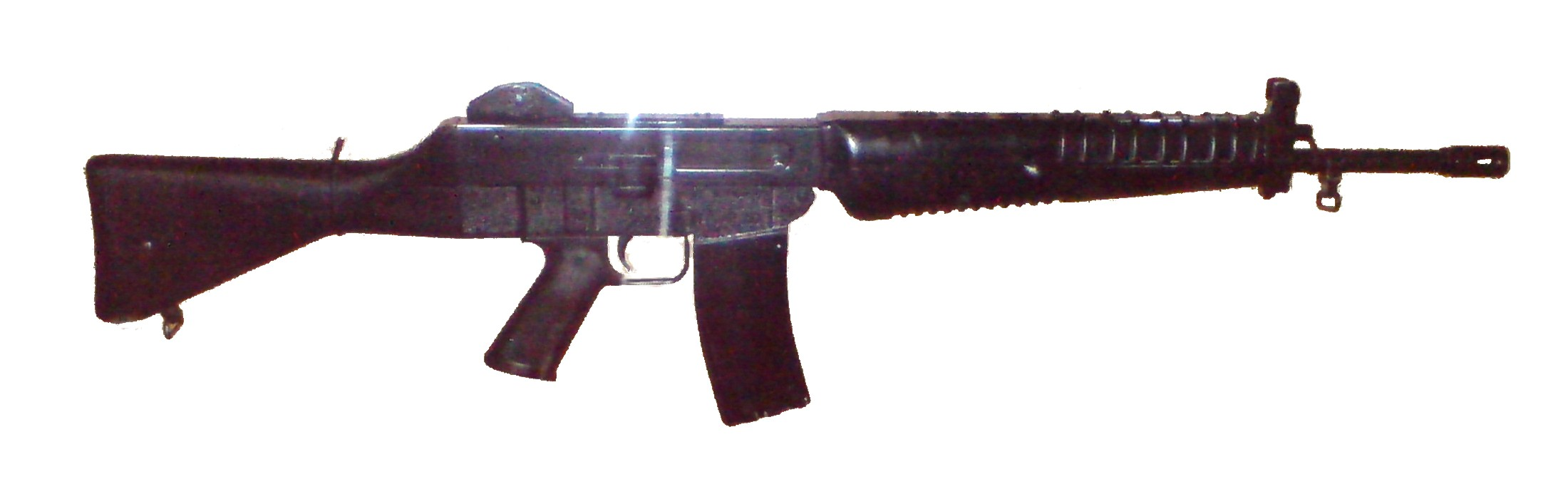
SAR-80（シンガポール）

AR-18は、安価なアサルトライフルであり、"西側寄り発展途上国のための AK"を目指した製品だったが、AR-15を発展させたM16が大量生産されて一挺あたりの単価も安くなり、これが輸出されることでAR-18をわざわざライセンス生産する意義が失われ、軍の主要装備として採用する国は現れなかった。
しかし、M16のガス直噴作動方式と、そのデザインに由来する作動不良を忌避した多くの諸国では、AR-18を参考としたショートストロークピストン方式とマイクロロッキングラグを備え、形状もAR-18に類似したデザインのアサルトライフルが開発された。
後世のアサルトライフル、例えばXM8、G36、ブッシュマスターACR、FN SCAR、SA80、SAR-80などは、いずれもAR-18と同様のボルトキャリアグループとオペレーティングシステムを採用している。そのため、軍用銃としては失敗に終わったものの、その設計は非常に先進的なものと見なされるようになった。
AR-18を参考としたアサルトライフルは、ベレッタ AR70/90やH&K G36など多数に上り、その影響はM16よりも大きなものとなった。かつてライセンス生産していたメーカーも独自の自動小銃を開発している。例えば、スターリング・エンジニアリング社はスターリング SAR-87 、豊和工業は89式5.56mm小銃、中華民国国軍は65式歩槍、86式歩槍、91式歩槍である。
2019年には、AR-15のロアレシーバーに取り付けられる本銃のアッパーレシーバーが発売された。これはブラウネル社（Brownells）が開発したBRN-180システムとして知られるキットで、組み込まれたライフルはAR-18と同様にショートストロークピストン方式で動作する。AR-18と同様、通常のAR-15では構造上使用できない折畳式銃床を取り付けることもできる。また、レシーバーには照準器を取り付けるためのピカティニーレールが設けられている。

## ライセンス生産
1970年から1974年にかけて、日本の豊和工業では、AR-18およびセミオートマチック射撃専用モデルのAR-180がライセンス生産された。イギリスのスターリング・アーマメント社でも、AR-180を1969年から1972年まで、AR-18を1975年から1983年までライセンス生産した。オランダのNederlandsche Wapen- en Munitiefabriekもライセンスを購入しているものの、実際に製造が行われたかは定かではない。

### 豊和工業

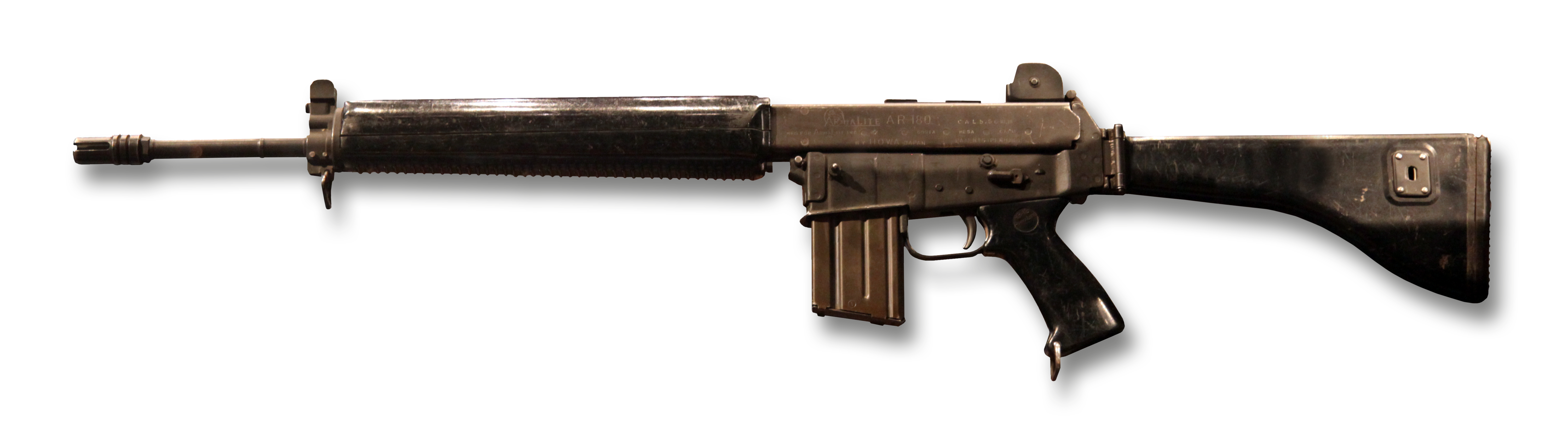
豊和工業製のAR-18。側面にHOWAの刻印がある。イギリスの落下傘連隊・空挺部隊博物館の展示品

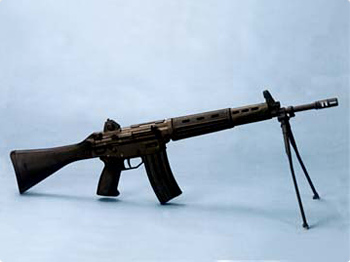
89式5.56mm小銃

豊和工業によるAR-18/AR-180のライセンス生産は、武器輸出に関する観点から問題視され、何度か日本の国会でも取り上げられた。ライセンス生産が始まる前の1967年（昭和42年）には、社会党の矢山有作議員が、輸出を前提として豊和工業とアーマライト社が結んだAR-18の技術導入契約が認可された旨を報じる新聞記事を引用し、政府に武器輸出を拡大する意図があるのではないかと質問した。これに対し、菅野和太郎通商産業大臣が解答したところによると、この技術導入は輸出を主目的としたものではなく、あくまでも製造を通じて「わが国武器産業の技術の基礎を強く固めていく」ことが目的であるとされた。また、矢山に導入計画の有無を問われた防衛庁装備局長は、AR-18の採用自体は計画されていないものの、小銃の軽量化という点からは参考になる点が多いと答えている。
1973年（昭和48年）、アメリカで発生した黒人解放軍（BLA）による警官襲撃事件で豊和工業製AR-180が用いられたことが明らかとなり、同年の国会において取り上げられた。公明党の小川新一郎議員は、日本における小銃と猟銃の区別について質問した上で、AR-180は民生用火器たる猟銃ではなく軍用火器たる小銃に含まれるべきだと主張し、この中でBLAによるAR-180の使用に言及した。同じ事件について、社会党の大出俊議員の質問の中で取り上げられた際、通商産業省重工業局長が解答したところによると、豊和工業製AR-180は、1970年（昭和45年）に812丁、1971年（昭和46年）に2,510丁、1972年（昭和47年）に400丁、合計3,262丁が輸出されていた。また、AR-18については、防衛庁用に15丁、見本輸出用に12丁、合計27丁を生産したのみで、以後は生産を中止していた。AR-180についても、1972年7月の時点で生産を停止し、輸出契約もすべてストップしていた。先の小川の質問に応じた通商産業省重工業局次長が解答したところによれば、北アイルランドの過激派が日本製AR-180を使用していたことが明らかとなっており、豊和工業による製造中止の判断は、これを踏まえた通商産業省からの強い要請もあってのことだったという。
後に小口径アサルトライフルの試作が豊和工業で開始された際には、AR-18のデザインとプレス加工による製造法が参考にされており、完成した89式5.56mm小銃は、AR-18に似た構造となったため、中国やロシアなどは89式小銃をAR-18の亜種と認識している。内部構造的には89式小銃のガスシステムにはロングストロークのガスピストンが採用され、トリガーメカや、ボルトキャリアとリコイルスプリングの配置などAR-18と異なる点も多い。

## IRA と AR-18
北アイルランドで発見されたAR-180は、製造メーカー名や番号などの刻印が削られて出所を隠されたうえ、各国軍のアサルトライフルと同様にフルオート射撃が可能なように改造された（セミオート専用型をフルオートに逆改造することは内部部品の一部を削る程度で容易に行えた）ものだった。しかし、英国警察のX線撮影による鑑定作業で刻印が復元され、原産国が特定された。
当時のIRAは、多数の改造AR-180を入手したことによって、英国正規軍に対する軍事的劣勢を一挙に挽回する機会を得た。この銃によってIRAは、「アーマライトと投票箱戦術」（en）と呼ばれた、テロを通した武力闘争と議会における合法的な政治運動の両分野において活発な活動を始めることが可能になり、リトル・アーマライトという歌まで作られた。
英国側は、AR-180による攻撃で大きな被害を受けたため、Widow Makerと呼んだ。

## 登場作品

### 映画
『ガントレット』
終盤の"ガントレット"シーンでフェニックス市警察がスコープ付きのAR-18を使用する。
『ターミネーター』
アーノルド・シュワルツェネッガー扮するターミネーター（T-800）がアラモ銃砲店でAR-18を調達しているが、店主への注文シーンが省かれている（そのため、銃器のスペシャリストであるT-800らしい注文の言葉もない）。ウェストハイランド警察署での銃撃戦で使用（もとより強襲を予定していたためか、40連弾倉を2本、テープで連結したものを装填していた）し、後半では標的のサラ・コナーとそれを守るカイル・リースが潜むモーテルを銃撃。その直後、2人が乗る車とのチェイスシーンでも本銃を発砲するが、弾切れになり道路に捨てる。なお、劇中では本銃でフルオート射撃を行っているが、銃社会であるアメリカであっても、クラス3ディーラー以外の一般の銃砲店でフルオート銃器を売買するのは禁じられている。そのためか、ノベライズ版ではターミネーター自らが調達したAR-18をフルオートに改造した設定になっている。
劇中でT-800が最初に手にした銃である。また、上記の警察署での銃撃戦では右手に本銃を、左手にSPAS12を所持している（ちなみに左手に持っているSPAS12が、劇中でT-800が最初に発砲した銃である）。AR-18もSPAS12もストックを外して使用している。
『復活の日』
自衛隊の装備として登場。MM-88菌による「イタリア風邪」の蔓延で日本全国に戒厳令が布告されたことを受け、医療施設の警備や死体処理に出動した自衛隊員らが装備している。なお、自衛隊で制式採用はなされておらず、上記の通り豊和工業より試験品が防衛庁へ15丁納入されたのみである。
『野性の証明』
自衛隊の装備として登場。1980年代の自衛隊がAR-18を使用している設定。
『ソルジャー・ボーイ』
ジョー・ドン・ベイカー扮するダニーとエリオット・ストリート扮するファットバックがホープを襲撃する際に使用。

### アニメ・漫画
『うぽって!!』
いちはちが使用（いちはち自身、AR-18を擬人化したキャラ。なお、実家が愛知であることから豊和工業製のAR-18かAR-180だと思われるが、フルオート射撃をしているのでAR-18と思われる）。
『ブラックラグーン』
ルアク船団兵達が使用。

### ゲーム
『コール オブ デューティ ブラックオプス 6』
「AMES 85」の名称で登場。